# محرك الغش
مُحرك الغُش (Cheat Engine) برنامج مجاني مفتوح المصدر يعمل على عنوانة وتصحيح الذاكرة، تم إنشاؤه بواسطة إريك هينين ("Dark Byte") لنظام التشغيل الويندوز. يُستخدم مُحرك الغُش في الغالب للغُش في ألعاب الكمبيوتر ويتم تعديله وإعادة تجميعه أحيانًا لتجنب الاكتشاف. يبحث عن القيم المُدخلة من قبل المُستخدم مع مجموعة متنوعة من الخيارات التي تسمح للمستخدم بالعثور على ذاكرة الكمبيوتر وفرزها. يمكن لـ مُحرك الغُش أيضًا إنشاء برامج مُستقلة يمكنها العمل بشكل مُستقل عن مُحرك الغُش، وغالبًا ما يتم العثور عليهم في منتديات المُستخدمين أو بناءً على طلب مُستخدم آخر.

## السمات
يمكن لـ مُحرك الغش عرض الذاكرة المفككة لعملية ما والسماح بإضافة و / أو تغيير حالات اللعبة لمنح المستخدم مزايا مثل الصحة اللانهائية أو الوقت أو الذخيرة. كما أن لديها بعض أدوات معالجة دايركت ثري دي، مما يسمح بالرؤية من خلال الجدران ("Wallhacking") والتكبير والتصغير. مع التكوين الإضافي، يمكن لمُحرك الغش تحريك مؤشر الفأرة للحصول على نسيج معين في وسط الشاشة. يُستخدم هذا بشكل شائع لإنشاء الهدف.
يمكن لـ مُحرك الغش البرمجة بالحقن في عمليات أخرى، وعلى هذا النحو قد تخطئ برامج مكافحة الفيروسات في اعتبره بأنه فيروس. هناك إصدارات تتجنب هذا التعريف الخاطئ على حساب العديد من الميزات (تلك التي تعتمد على إدخال الكود). السبب الأكثر شيوعًا لهذه التعريفات الخاطئة هو أن مُحرك الغش يستخدم بعض التقنيات المستخدمة أيضًا في أدوات روتكيت من أحصنة طروادة للوصول إلى أجزاء من النظام، وبالتالي يتم تمييزها على أنها مشبوهة، خاصةً إذا تم تمكين الفحص الاستكشافي في إعدادات برنامج مكافحة الفيروسات.[بحث أصيل]

## التشغيل
مُحرك الغش، باستثناء وحدة النواة، مكتوب بلغة أوبجكت باسكال. يعرض واجهة لبرنامج تشغيل الجهاز الخاص به باستخدام ملفdbk32.dll، وهو مكون برمجي يتولى تحميل وتهيئة برنامج تشغيل محرك الغش واستدعاء وظائف هندسة وعمارة نظام ويندوز إن تي البديلة. نظرًا لوجود خطأ في البرمجة في لازاروس يتعلق باستخدام كتل try and except ، فقد اضطر محرك الغش لازاروس إلى إزالة استخدام dbk32.dll ودمج وظائف برنامج التشغيل في الملف التنفيذي الرئيسي.
يمكن استخدام وحدة الأنوية القابلة التحميل، رغم أنها ليست ضرورية للاستخدام العادي لـ مُحرك الغش، لتعيين نقاط توقف الأجهزة وتجاوز API المعلق في الحلقة 3، وبعضها في الحلقة 0. يتم تجميع الوحدة باستخدام مجموعة أدوات تطوير Windows Driver ومكتوبة بلغة C.
يحتوي مُحرك الغش أيضًا على بنية البرنامج المُساعدة. يتم استخدامه بشكل أكثر شيوعًا لميزات مُعيّنة للعبة، حيث أن نية مُحرك الغش المُعلنة هي أن تكون أداة غش عامة.
يتمتع مُحرك الغش بالقدرة على تحميل برنامج تشغيل الجهاز 64 بت غير الموقع على نظام التشغيل ويندوز فيستا والإصدارات الأحدث من x64 بت من ويندوز، باستخدام DBVM ، وهو جهاز افتراضي من قبل نفس المطورين الذي يسمح بالوصول إلى مساحة المستخدم من وضع المستخدم. يتم استخدامه لتخصيص ذاكرة غير مقسمة إلى صفحات في وضع الأنوية، وتحميل الصورة القابلة للتنفيذ يدويًا، وإنشاء مؤشر ترابط للنظام في Driver Entry. ومع ذلك، نظرًا لأن معلمات إدخال برنامج التشغيل ليست صالحة بالفعل، يجب تعديل برنامج التشغيل من أجل DBVM.

## جداول الغش
يسمح محرك الغش لمستخدميه بمشاركة عناوينهم ومواقع الأكواد مع مستخدمين آخرين في المجتمع من خلال الاستفادة من جداول الغش. «جداول الغش» هو تنسيق ملف يستخدمه محرك الغش لتخزين البيانات مثل عناوين الغش والنصوص بما في ذلك نصوص Lua ومواقع الأكواد، وعادة ما تحمل امتداد الملف.CT. يعد استخدام جدول الغش أمرًا بسيطًا وينطوي ببساطة على فتح جدول الغش من خلال محرك الغش وتمكين / تحديد عمليات الاحتيال المخزنة بداخله. أدت القدرة على حفظ ومشاركة جداول الغش إلى وجود مجتمع كبير عبر الإنترنت لمشاركة الغش من خلال منتديات محرك الغش. يتم استضافة جداول الغش الشعبية على موقع Fearless Revolution.
بالإضافة إلى عناوين الذاكرة البسيطة، يمكن لجداول الغش توسيع وظائف محرك الغش باستخدام لغة البرمجة النصية لوا. جميع ميزات Cheat Engine تقريبًا قابلة للنصوص، ومن الممكن أيضًا تصميم مربعات حوار مخصصة للتفاعل مع البرامج النصية.

## الجدل
في عام 2017، أرسلت جمعية برامج الترفيه (ESA) إشعارًا بانتهاك حقوق الطبع والنشر تطلب من Dark Byte خطاب «الإيقاف والكف». أدعى الإشعار المزعوم بأن محرك الغش يقوم بالتهرب من تقنيات مكافحة الغش، والوصول إلى عناصر DLC داخل اللعبة / عناصر الصفقات الصغيرة التي لا يمكن شراؤها إلا بأموال حقيقية. استجابت Dark Byte بإغلاق قسم «جداول الغش» للجمهور، وطالبتهم باستضافتهم خارج الموقع والتوصل إلى اتفاق مع جمعية برامج الترفيه. لم يكن مجتمع محرك الغش سعيدًا بالخطوات التي تم اتخاذها، وانتقل الأعضاء البارزون إلى موقع ويب مجتمعي جديد يسمى Fearless Revolution حيث تم تحميل جداول الغش القديمة ونشر جداول جديدة. يركز موقع ومنتديات محرك الغش فقط على تطوير الأداة نفسها الآن، وانتقلت جداول الغش إلى منتدياتFearless Revolution.

## روابط خارجية
- الموقع الرسمي